# Tiffany Hines

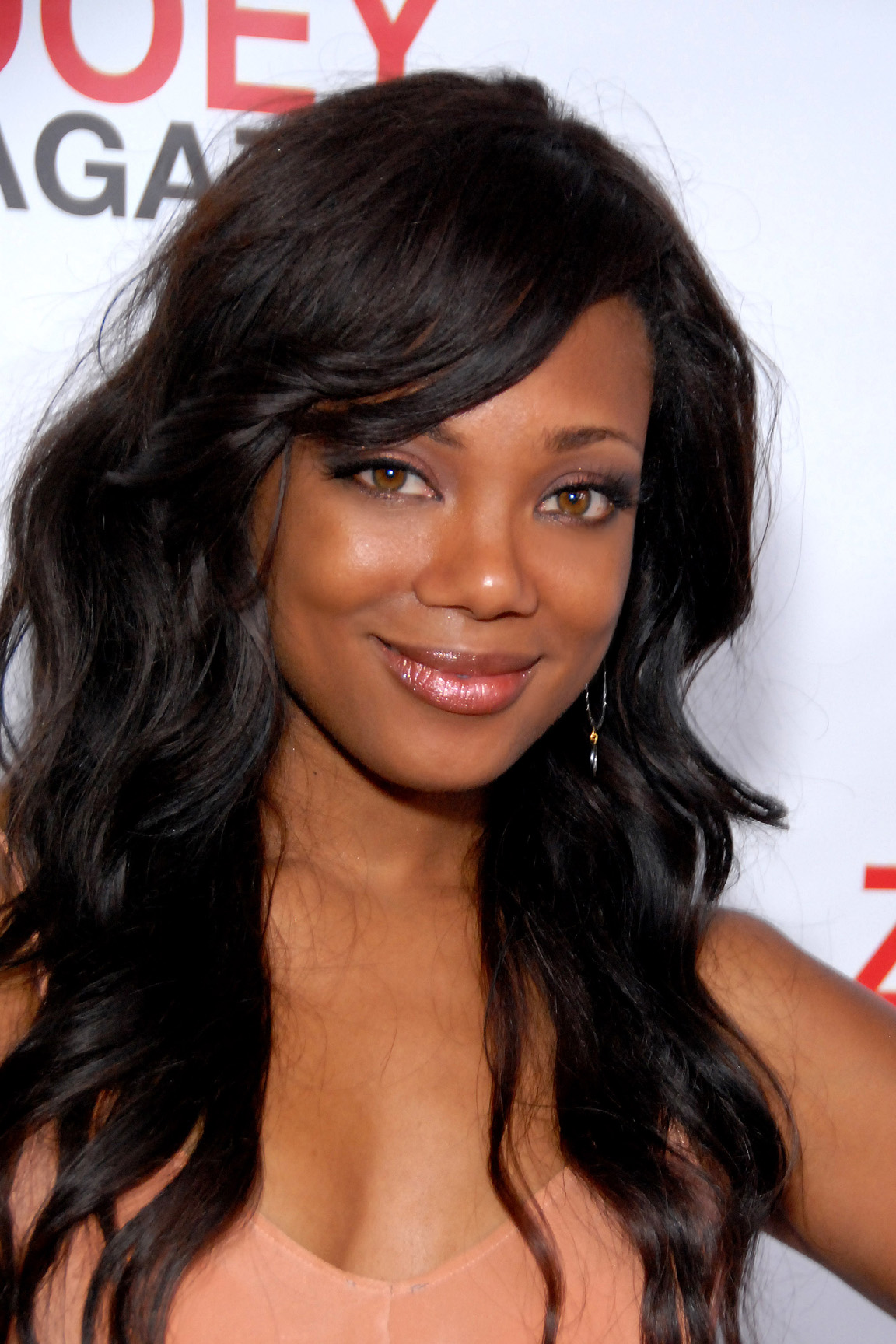
Tiffany Hines (2011)

Tiffany Hines (* 2. September 1983 in Cincinnati, Ohio) ist eine US-amerikanische Schauspielerin.

## Leben
Tiffany Hines wuchs in ihrer Heimatstadt Cincinnati auf, wo sie im Alter von fünf Jahren mit Tanz und Gesang begann. Nachdem sie in ihrer Jugend mehrere Talentwettbewerbe gewann, an der University of Cincinnati studierte, begann sie als professionelle Musikern und Tänzerin zu arbeiten, wobei sie nebenbei modelte. Seit 2006 war sie vermehrt in Fernsehserien wie Grey’s Anatomy, Heroes und Criminal Minds zu sehen.
Insbesondere durch ihre wiederkehrende Rollen als Michelle Welton in Bones – Die Knochenjägerin, Jaden in Nikita und Kat in 90210 erlangte sie internationale Bekanntheit.

## Filmografie (Auswahl)
- 2006: Grey’s Anatomy (Fernsehserie, Folgen 2x26–2x27)
- 2006: Heroes (Fernsehserie, Folge 1x09)
- 2006–2009: Beyond the Break (Fernsehserie, 36 Folgen)
- 2007: Criminal Minds (Fernsehserie, Folge 2x16)
- 2008: CSI: Den Tätern auf der Spur (CSI: Crime Scene Investigation, Fernsehserie, Folge 9x08)
- 2008: Lincoln Heights (Fernsehserie, Folgen 3x08–3x09)
- 2008: Miss Guided (Fernsehserie, Folge 1x01)
- 2008: Shark Swarm – Angriff der Haie (Shark Swarm)
- 2008: This Can’t Be My Life (Fernsehserie, Folge 1x01)
- 2009: Meteoriten – Apokalypse aus dem All (Meteor, Fernsehzweiteiler)
- 2009: Secret Girlfriend (Fernsehserie, 3 Folgen)
- 2009–2017: Bones – Die Knochenjägerin (Bones, Fernsehserie, 10 Folgen)
- 2010: 10 Dinge, die ich an dir hasse (10 Things I Hate About You, Fernsehserie, 3 Folgen)
- 2010: Lie to Me (Fernsehserie, Folge 2x21)
- 2010: Perfect Combination
- 2010–2011: Nikita (Fernsehserie, 20 Folgen)
- 2011–2012: 90210 (Fernsehserie, 6 Folgen)
- 2012: Americana
- 2013: The Dark Party
- 2013: The Other Hef (Fernsehserie)
- 2014: Black Coffee
- 2014: Devious Maids – Schmutzige Geheimnisse (Devious Maids, Fernsehserie, 6 Folgen)
- 2014: Rush (Fernsehserie, Folgen 01x08–01x09)
- 2015: Backstrom (Fernsehserie, Folge 1x01)
- 2015: Stalker (Fernsehserie, Folge 1x16)
- 2015: Stitchers (Fernsehserie, 4 Folgen)
- 2015: Toxin
- 2016: Damien (Fernsehserie)
- 2018–2019, 2022: Magnum P.I. (Fernsehserie, drei Folgen)